# Adrienne Kaenel
Adrienne Kaenel (även Känel), född (uppgift saknas), död (uppgift saknas), var en schweizisk) friidrottare med hoppgrenar som huvudgren. Kaenel var en pionjär inom damidrott, hon var världsrekordhållare och blev medaljör vid Damolympiaden i augusti 1924 i London.

## Biografi
Adrienne Kaenel föddes i Schweiz, i ungdomstiden blev hon intresserad av friidrott och gick senare med i idrottsföreningen "Genève-Sports Féminin" i Genève. Hon tävlade i hoppgrenar längdhopp och trestegshopp, kastgrenar kulstötning och spjutkastning men även medeldistanslöpning 800-1000 meter,.
1921 satte Kaenel sitt första schweiziska nationsrekord i löpning 1000 meter (med 3,24,6 min) vid tävlingar den 6 mars i Genève. Kaenel deltog den 29 maj i Genève i en landskamp (lag Fémina Sport Genève) med Frankrike (lag Lyon Olympique Universitaire), under tävlingen slutade hon på en fjärde plats i spjutkastning med 39,78 m (tvåhands enligt dåtida resultaträkning, vid kastgrenarna kastade varje tävlande dels med höger hand och dels med vänster hand, därefter adderades respektive bästa kast till ett slutresultat) och kulstötning (14,02 m). Den 31 juli samma år deltog hon i ytterligare en landskamp med Frankrike (lag Fémina Sport) i Paris. Detta år blev hon första schweiziska damidrottare att ligga på topp-10 listan för världsårsbästa i spjutkastning.
1922 deltog hon som en av 7 schweiziska deltagare (övriga var Marguerite Barberat, Louise Groslimond, Kaenel, Lavanchy, Muller, Francesca Pianzola och Reymond-Barbey) i den första ordinarie damolympiaden den 20 augusti 1922 i Paris, under idrottsspelen tävlade hon i kast- och löpgrenar men blev utslagen under kvaltävlingarna. Den 27 augusti samma år satte hon även nationsrekord i löpning 800 meter (med 2,31,2 min) vid tävlingar i Lyon, under året låg hon på topp-5 listan för världsårsbästa i löpning 800 meter.
Den 16 juli 1923 satte hon världsrekord i tresteg med 10,50 meter vid tävlingar i Genève, resultatet blev även nationsrekord. Under tävlingarna satte hon även nationsrekord i längdhopp utan ansats med 2,38 meter. 
1924 deltog Kaenel vid Women's Olympiad den 4 augusti på ”Stamford Bridge” i London, under tävlingarna tog hon bronsmedalj i spjutkastning (med landsmaninnan Groslimond som guldmedaljör) med totalt 43,19 meter. Senare i september samma år deltog hon vid tävlingar i Genève då hon förbättrade sitt eget nationsrekord både i löpning 1000 meter (med 3,19,0 min) och i kulstötning (med 15,45 m).
Senare drog hon sig tillbaka från tävlingslivet. Kaenel blev senare sekreteraren för schweiziska damidrottsförbundet (F.S.S.F.) som arrangerade de första schweiziska mästerskapen i friidrott för damer) den 11 augusti 1929 på ”Stade de Vidy” i Lausanne.